# 苏州趣普仕足球俱乐部
苏州趣普仕足球俱乐部，是一支中国的已解散足球俱乐部，球队成立于2004年1月，是苏州市第一家职业足球俱乐部。2009年，苏州趣普仕并入了宁波华奥。
前中国国家足球队队长及亚洲足球先生的范志毅曾是俱乐部的技术总监以及主教练，但由于俱乐部出现劳资纠纷，替球员追讨工资的范志毅与俱乐部管理层产生矛盾，带教练组索要欠薪遭集体解聘 。经受劳资纠纷的球队元气大伤，苏州趣普仕在乙级联赛中属于中下游水平。
2008年2月，苏州趣普仕与镇江中安合併，俱乐部名称为苏州趣普仕中安足球俱乐部。球队在08年中乙南区仅排第5，未能进入升级淘汰赛阶段。
2009年，苏州趣普仕整队并入了宁波华奥。

## 著名球员
- 华尔康
- 詹可强